# Carlisle (Pennsilvània)
Carlisle és una població dels Estats Units a l'estat de Pennsilvània. Segons el cens del 2000 tenia 17.970 habitants.

## Demografia
Segons el cens del 2000, Carlisle tenia 17.970 habitants, 7.426 habitatges, i 4.010 famílies. La densitat de població era de 1.277,8 habitants per quilòmetre quadrat.
Dels 7.426 habitatges en un 23,3% hi vivien nens de menys de 18 anys, en un 40,3% hi vivien parelles casades, en un 10,9% dones solteres, i en un 46% no eren unitats familiars. En el 39,3% dels habitatges hi vivien persones soles el 14,4% de les quals corresponia a persones de 65 anys o més que vivien soles. El nombre mitjà de persones vivint en cada habitatge era de 2,1 i el nombre mitjà de persones que vivien en cada família era de 2,81.
Per edats la població es repartia de la següent manera: un 18,6% tenia menys de 18 anys, un 17,2% entre 18 i 24, un 25,3% entre 25 i 44, un 21,1% de 45 a 60 i un 17,8% 65 anys o més.
L'edat mediana era de 36 anys. Per cada 100 dones de 18 o més anys hi havia 80,8 homes.
La renda mediana per habitatge era de 33.969 $ i la renda mediana per família de 46.588 $. Els homes tenien una renda mediana de 34.519 $ mentre que les dones 25.646 $. La renda per capita de la població era de 21.394 $. Entorn del 8,6% de les famílies i el 14% de la població estaven per davall del llindar de pobresa.

## Poblacions més properes
El següent diagrama mostra les poblacions més properes.